# Simón Olavarría Alarcón
Simón Olavarría Alarcón (Lota, 26 de julio de 1908 - Santiago, 30 de noviembre de 1965). Historiador y político socialista chileno. Hijo de Simón Olavarría y de Isolina Alarcón. Contrajo matrimonio con Yolanda Navia Núñez, tuvo tres hijas Oriana, Irania y Mariana.

## Actividades Profesionales
Educado en el Liceo de Concepción y en el Roosevelt College de Santiago. Pasó luego a estudiar Historiografía en la Universidad de Chile, carrera de la que nunca se graduó.
Trabajó como cajero y jefe de bahía de la Compañía Standard Oil Co., en San Antonio (1928-1939). Se dedicó a varias actividades comerciales. En 1954 fue administrador del Puerto de Valparaíso.

## Actividades Políticas
Militante del Partido Socialista (1930-1951). Fue regidor de la Municipalidad de San Antonio (1940).
Electo Diputado por la 8ª agrupación departamental, correspondiente a las ciudades de Melipilla, San Antonio, San Bernardo y Maipo (1941-1945), participando de la comisión permanente de Gobierno Interior.
Dedicado un tiempo a las actividades periodísticas (1946-1948) y a la historiografía. Fue ayudante docente en el Instituto Pedagógico de la Universidad de Chile en ramos de Historia (1949-1950). 
Nuevamente Diputado por la 8ª agrupación departamental (1949-1953), integrando en esta oportunidad la comisión de Industrias y la de Economía y Comercio.
Sus investigaciones históricas le llevaron a publicar "La Gran Culpa del Partido Radical" (1951).